# Auby
Auby (niederländisch: Aubig) ist eine französische Stadt mit 7171 Einwohnern (Stand: 1. Januar 2022) im Département Nord in der Region Hauts-de-France. Sie gehört zum Arrondissement Douai und zum Kanton Orchies. Die Einwohner werden Aubygeois und Aubygeoises genannt.

## Geographie
Die Stadt Auby liegt sechs Kilometer nördlich der Innenstadt von Douai an der Grenze zum Département Pas-de-Calais im nordfranzösischen Kohlebecken am Fluss Deûle, der hier für die Schifffahrt kanalisiert wurde und zum Großschifffahrtsweg Dünkirchen-Schelde gehört. Umgeben wird Auby von den Nachbargemeinden Leforest im Norden, Raimbeaucourt im Nordosten, Roost-Warendin im Osten, Flers-en-Escrebieux im Süden und Courcelles-lès-Lens im Westen.
Durch die Gemeinde führt die Autoroute A21.

## Geschichte
Im 12. Jahrhundert wird die Ortschaft Auby erstmals urkundlich erwähnt. Die Namensformen wechseln zwischen Albieum über Albi bis Oby.
Aufstieg und Niedergang der Kleinstadt Auby sind mit dem Kohleabbau verbunden.

### Bevölkerungsentwicklung
| Jahr                       | 1962 | 1968 | 1975 | 1982 | 1990 | 1999 | 2006 | 2020 |
| Einwohner                  | 9007 | 9090 | 8954 | 8630 | 8442 | 7958 | 7747 | 7205 |
| Quellen: Cassini und INSEE |      |      |      |      |      |      |      |      |

## Städtepartnerschaft
Mit der polnischen Stadt Czeladź im Polnischen Kohlebecken in der Woiwodschaft Schlesien pflegt Auby eine Partnerschaft.

## Sehenswürdigkeiten
- Pfarrkirche Notre-Dame-de-la-Visitation. errichtet 1967 (siehe auch: Liste der Monuments historiques in Auby)
- Château d’Auby aus dem 18. Jahrhundert auf den Resten des Anwesens der Marquise von Leiden errichtet
- Kirche der Minenarbeiter der Mine 6 von Escarpelle
- Kirche Saint-Joseph aus dem 19. Jahrhundert
- Kapelle Notre-Dame-de-Bon-Secours aus dem 19. Jahrhundert
- Kornmühle aus dem 18. Jahrhundert (zerstört 1914)
- Justizzentrum, als Bauwerk Teil des UNESCO-Weltkulturerbes Bergbaubecken Nord-Pas-de-Calais

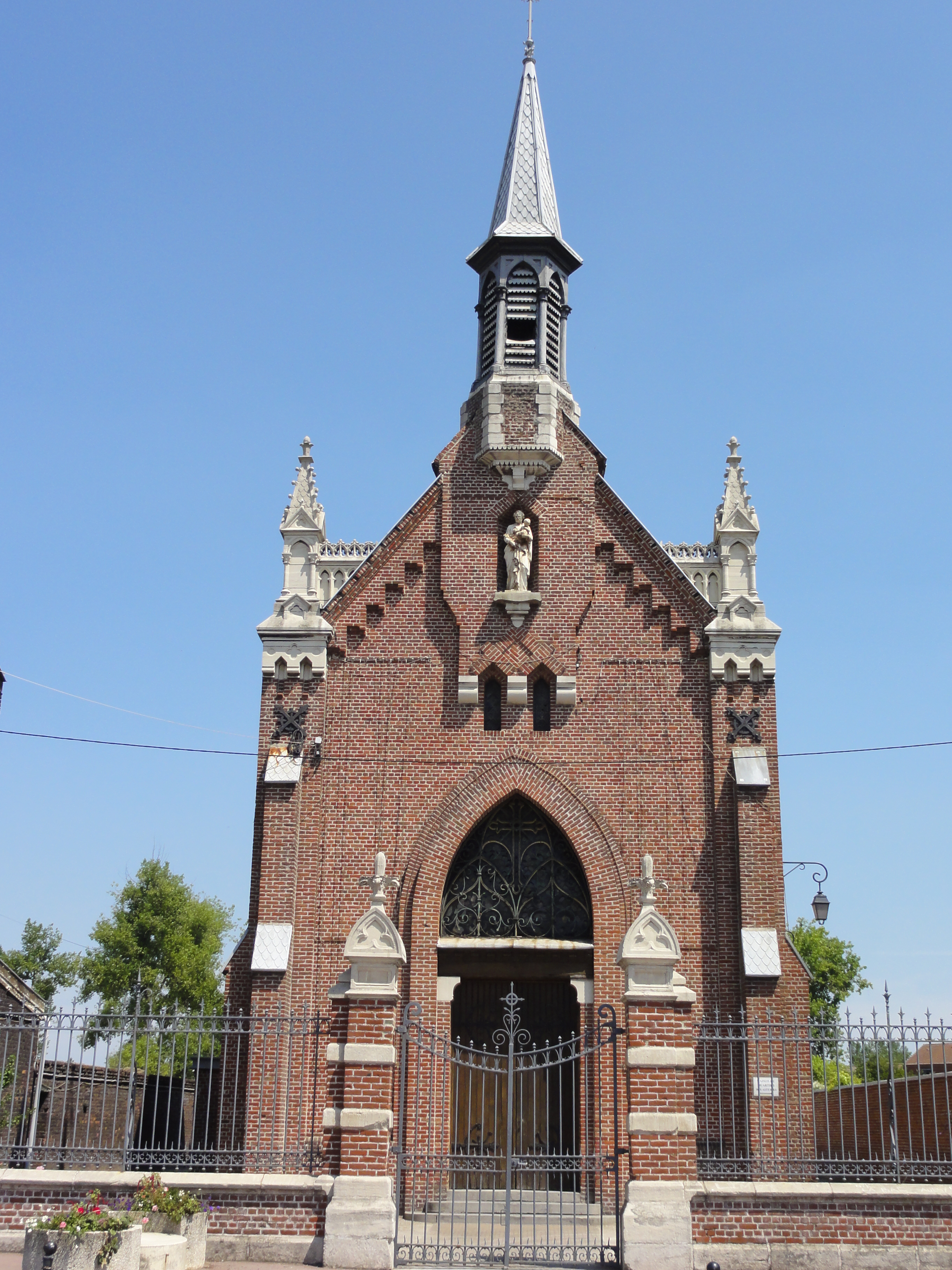
Kirche Saint-Joseph
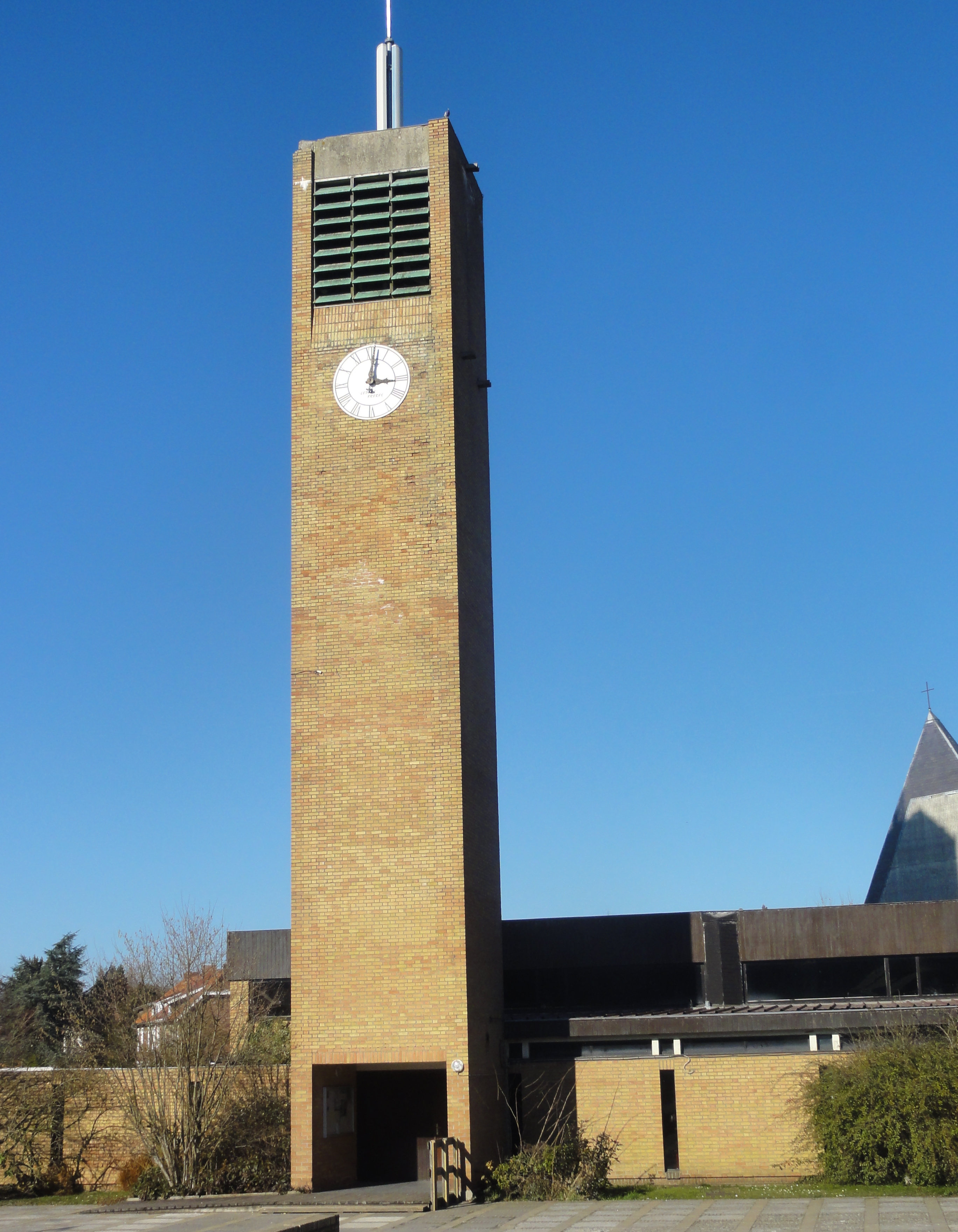
Kirche Notre-Dame-de-la-Visitation
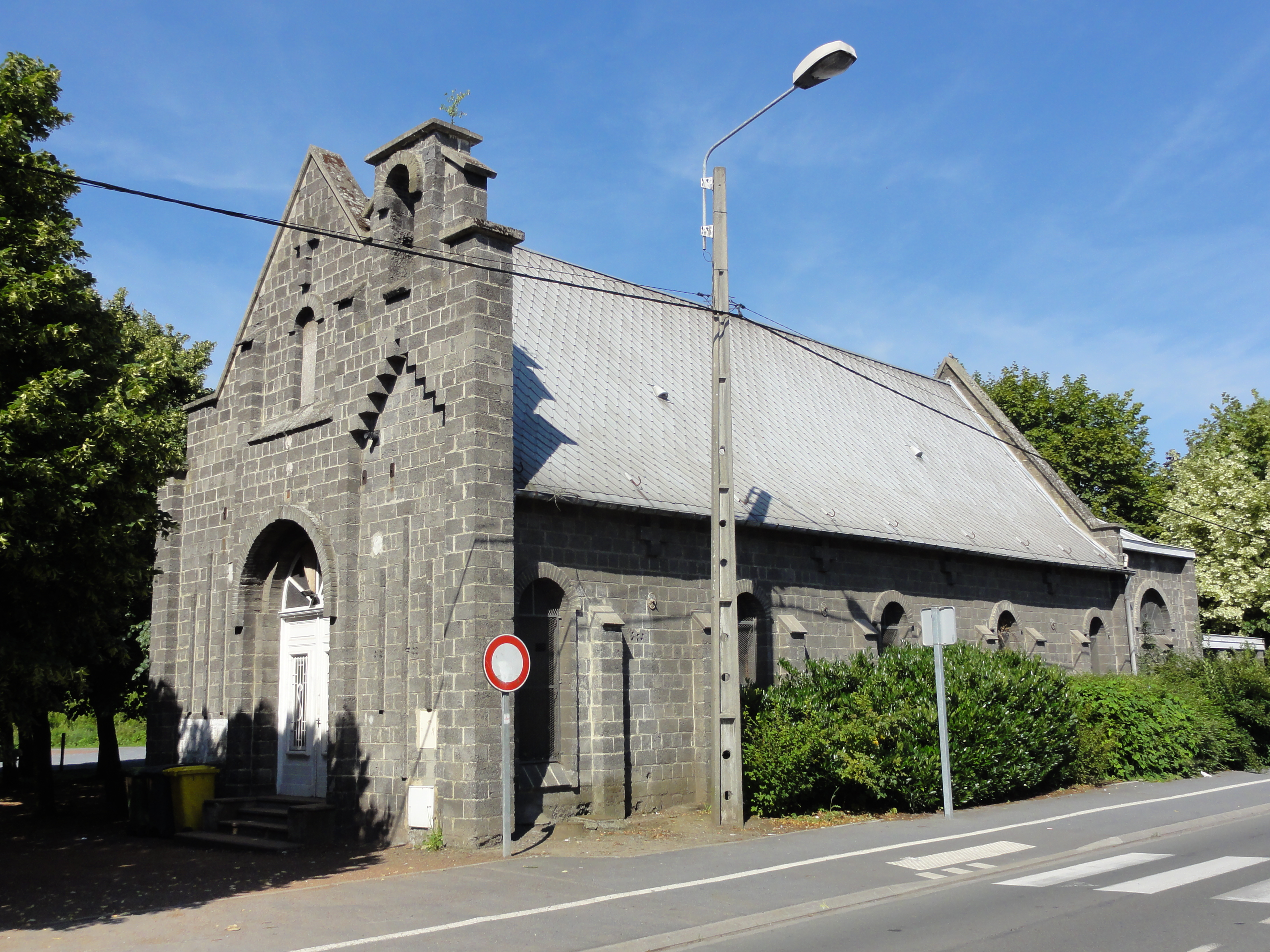
Kirche der Minenarbeiter der Mine 6 von Escarpelle
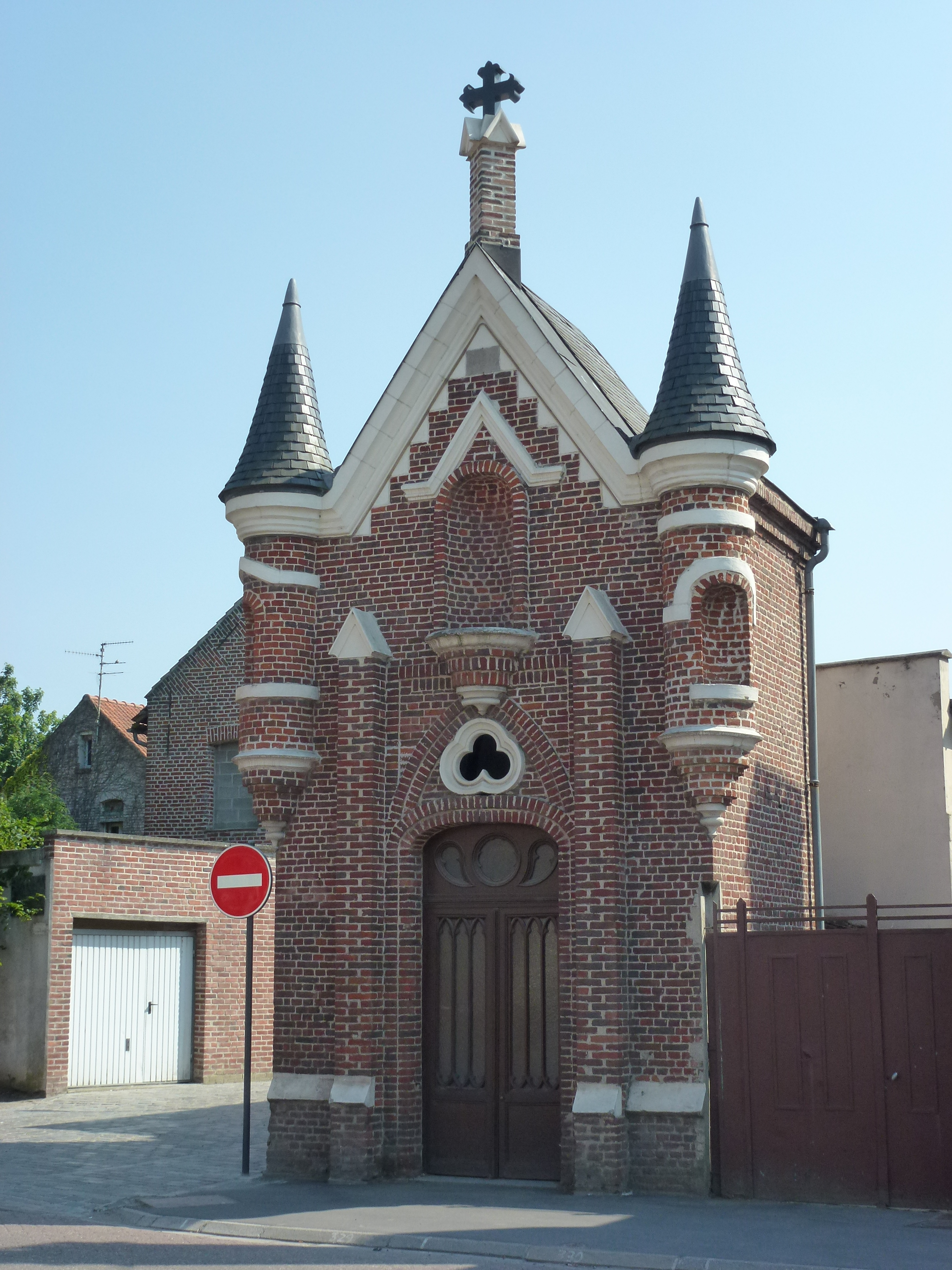
Kapelle Notre-Dame-de-Bon-Secours
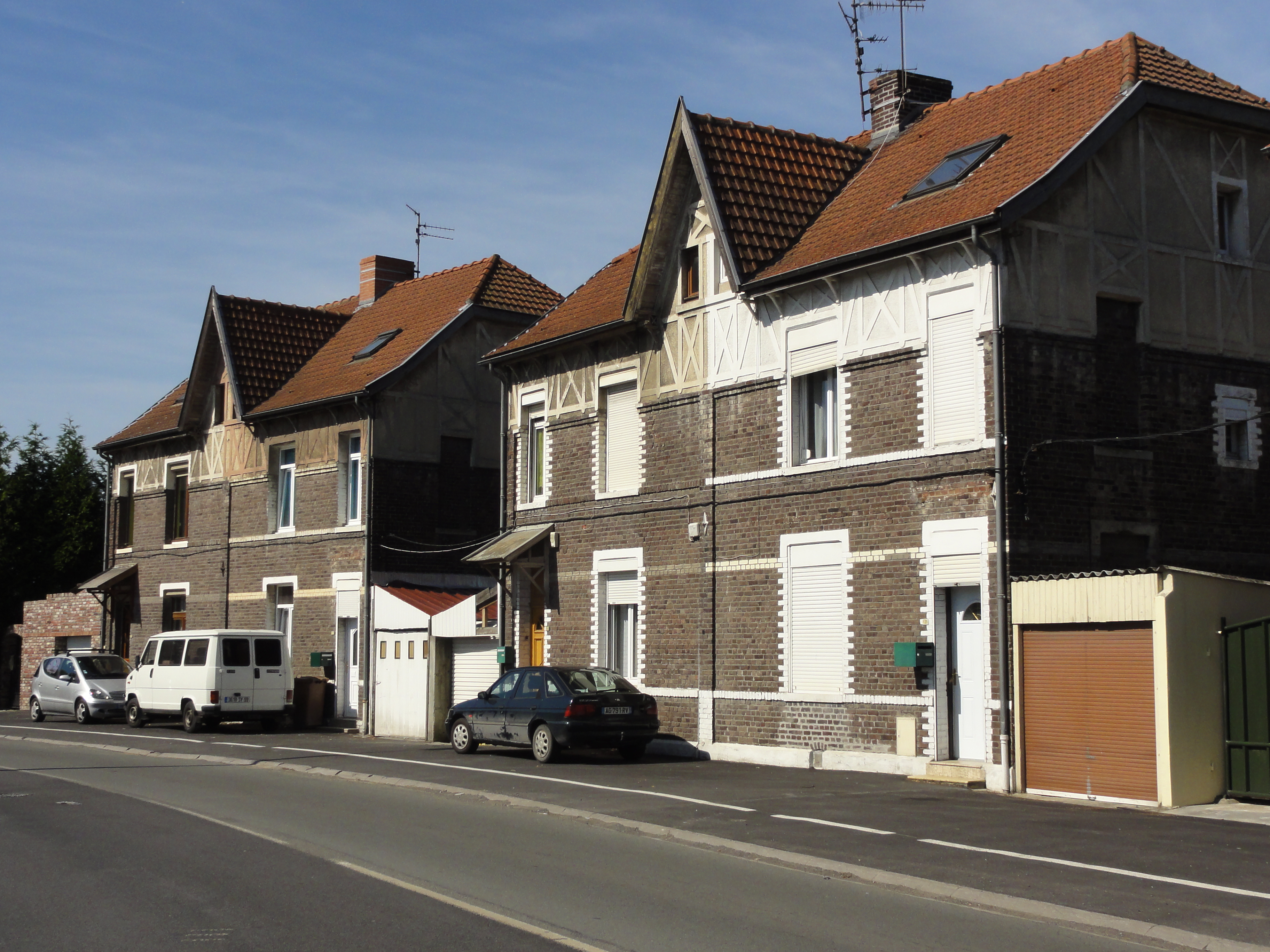
Bergarbeitersiedlung Mine 6 von Escarpelle
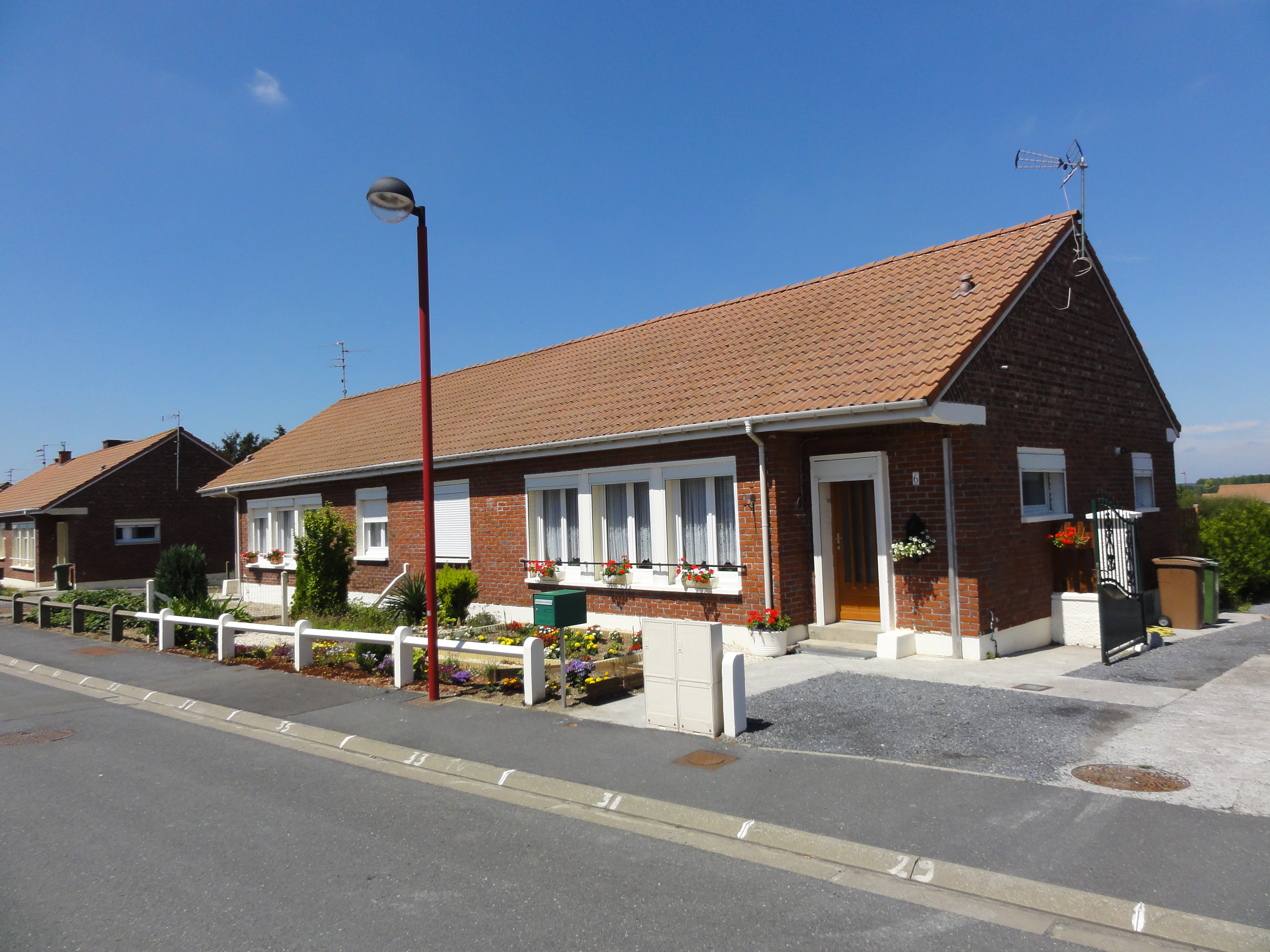
Bergarbeitersiedlung Mine 8 von Escarpelle
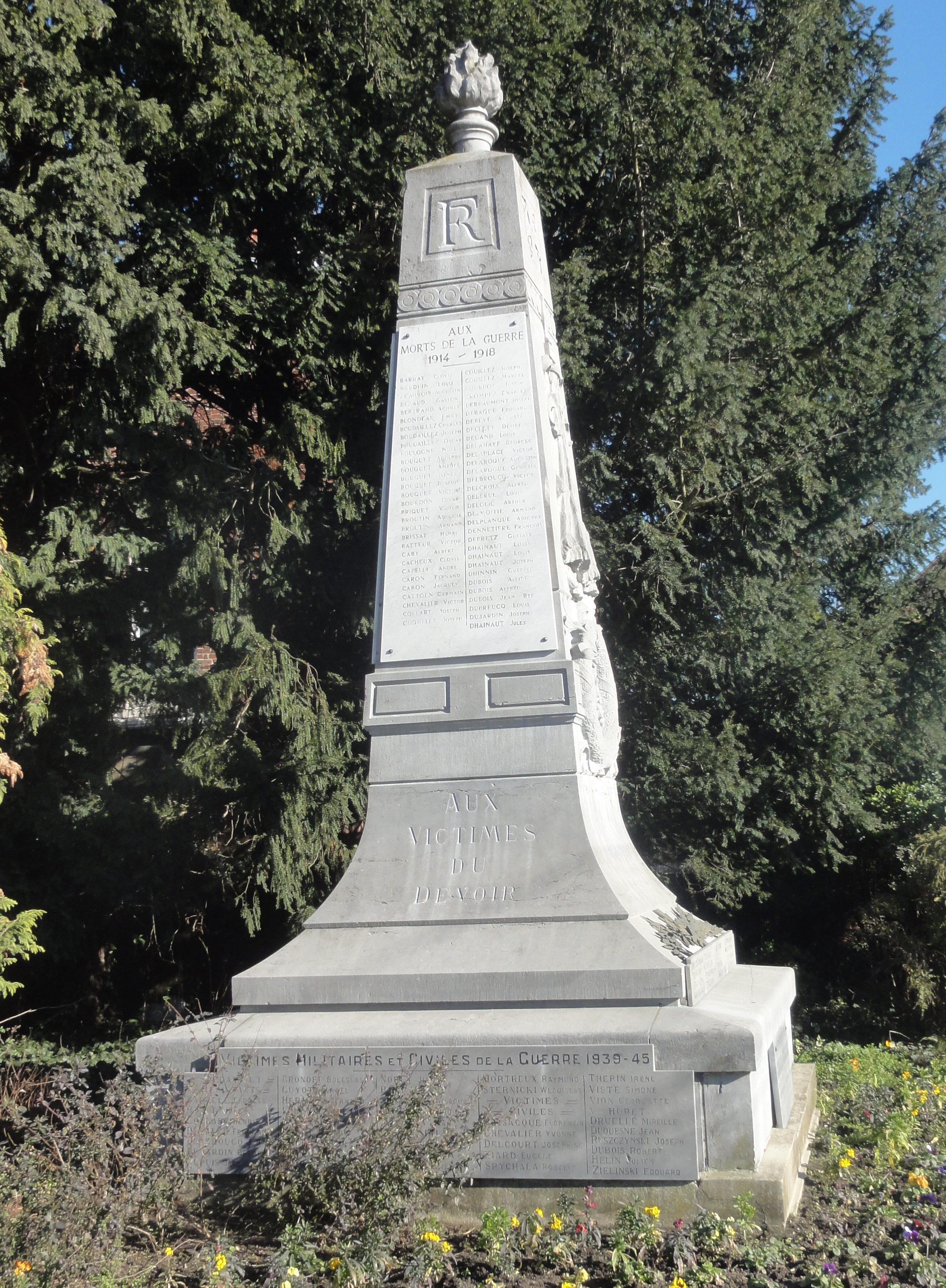
Gefallenendenkmal

## Wirtschaft
Nyrstar betreibt hier ein Werk zur Produktion von Zinklegierungen.

## Persönlichkeiten
- Raymond Normand (1919–2000), französischer Maler (Impressionist)